# Gheorghe Rășinaru
Gheorghe Rășinaru (n. 10 februarie 1915 - d. 1994) a fost un fotbalist român, care a jucat pentru echipa națională de fotbal a României la Campionatul Mondial de Fotbal din 1938 (Franța).

## Titluri
- Cupa României (6): 1937, 1938, 1939, 1940, 1941, 1942